# Stazione di Pisa San Rossore
La stazione di Pisa San Rossore è una fermata posta alla diramazione delle linee Genova-Pisa e Pisa-Lucca; si trova nelle immediate vicinanze della celebre Piazza dei Miracoli e della Scuola di Ingegneria dell'Università di Pisa.

## Storia
La stazione venne attivata il 15 novembre 1846 quale capolinea provvisorio del nuovo tracciato diretto a Bagni di San Giuliano, posta sulla ferrovia Lucca-Pisa che, in seguito alla dismissione della stazione di testa di Porta a Lucca, anch'essa realizzata come provvisoria, avrebbe dovuto proseguire verso la nuova stazione di Pisa Centrale. Venne inaugurata con la denominazione di Pisa Porta Nuova per la vicinanza dell'omonimo ingresso nelle mura.
Il 15 aprile 1861 fu attivato il nuovo tronco della ferrovia Tirrenica fra Pisa e Pietrasanta cui, 6 giorni dopo, venne collegata la linea da Lucca. Il 10 nel dicembre dello stesso anno venne completata la tratta di collegamento con la stazione centrale di Pisa comprendente il lungo ponte sull'Arno.

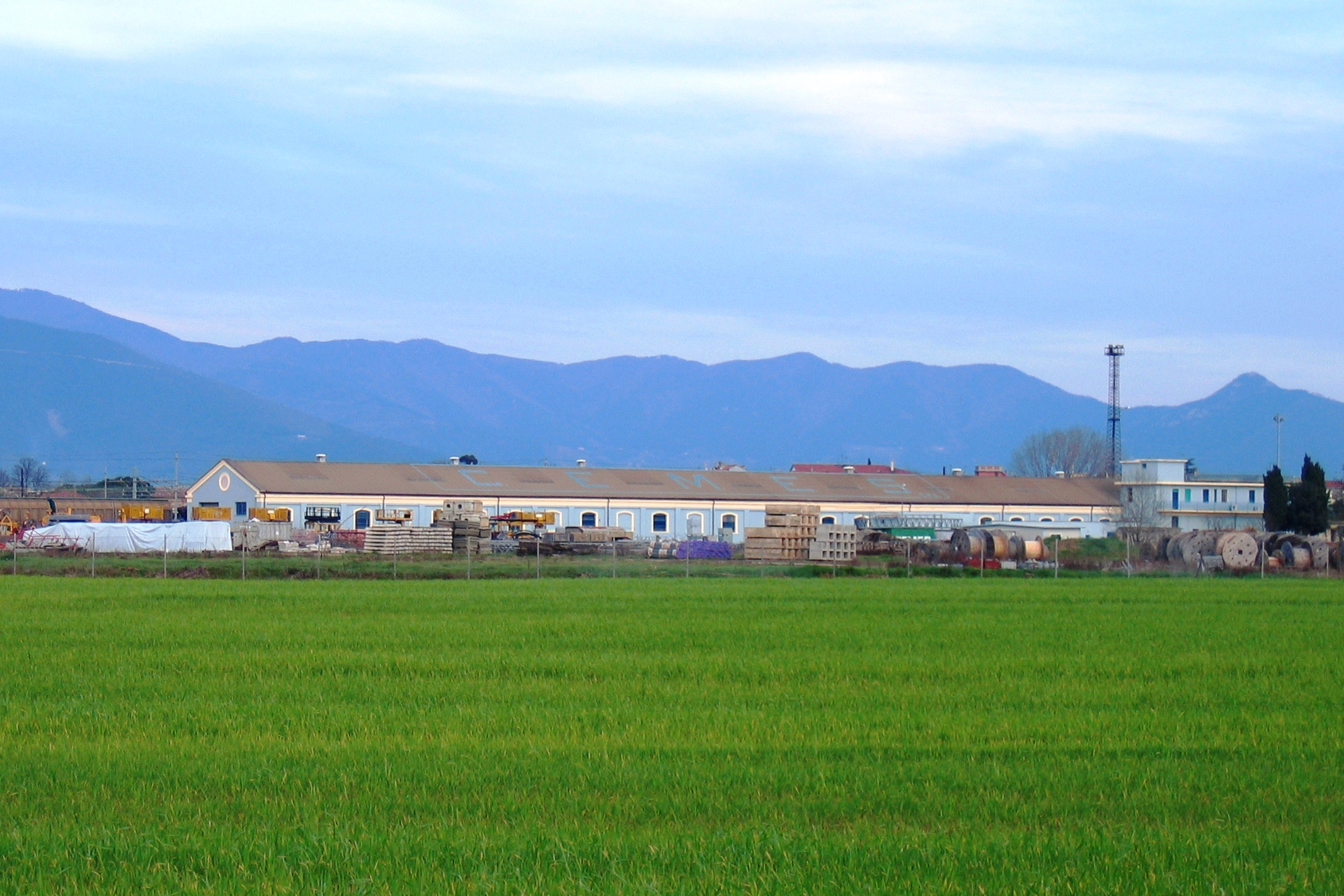
L'ex rimessa del treno reale

Nel corso degli anni venne utilizzata dai reali italiani per spostarsi da e verso la vicina tenuta di San Rossore: sul lato mare, in direzione di Genova, è ancora visibile la rimessa che ospitava il Treno Reale, trasformata in deposito mezzi d'opera di proprietà dell'impresa CEMES.
Assunse l'ultima sua denominazione definitiva nel 1939.
Nel dicembre del 1998, durante i lavori per la costruzione di un edificio che avrebbe dovuto ospitare la sede del nuovo Sistema di Comando e Controllo (SSC) di Pisa, iniziarono a emergere dagli scavi tracce di materiale archeologico. Tale ritrovamento, che ebbe vasta eco sulla stampa specializzata e non, diede vita al Museo delle navi antiche di Pisa.
Nel 2008, per rendere indipendenti gli itinerari di ingresso a Pisa Centrale, fu realizzato un nuovo binario, parallelo a quello della Tirrenica attraverso l'allargamento del ponte sull'Arno, e contestualmente attivato un nuovo marciapiede a servizio dei viaggiatori (binari 1L e 2L) della relazione Pisa-Lucca. In tale area sorgeva inizialmente il magazzino merci, nell'Ottocento chiamato "Capannone per le mercanzie".
Dal 2010, Pisa San Rossore perse la funzione di impianto autonomo ai fini del movimento ferroviario venendo accorpata alla stazione di Pisa Centrale, in virtù dell'attivazione di un nuovo apparato ACC-Multistazione, ospitato in un nuovo edificio nei pressi dello scalo, che accorpò in un unico "cervello" tutte le stazioni del nodo di Pisa; queste ultime assunsero di conseguenza il semplice ruolo di fasci di binari, e Pisa San Rossore venne declassata a semplice fermata all'interno della stazione di Pisa.
Tra il 2014 e il 2016 l'area della fermata è stata oggetto di importanti lavori di riqualificazione, tra cui la realizzazione di una tettoia tra i binari 3 e 4, e la realizzazione di ascensori che hanno permesso l'abbattimento delle barriere architettoniche presenti nello scalo.
Nel 2023 Rete Ferroviaria Italiana, su richiesta del comune di Pisa, annuncia il futuro cambio di denominazione della fermata in "Pisa San Rossore - Piazza dei Miracoli"; tale modifica, che doveva entrare in vigore nel corso del 2024, non si è tuttavia ancora concretizzata.  

## Strutture e impianti

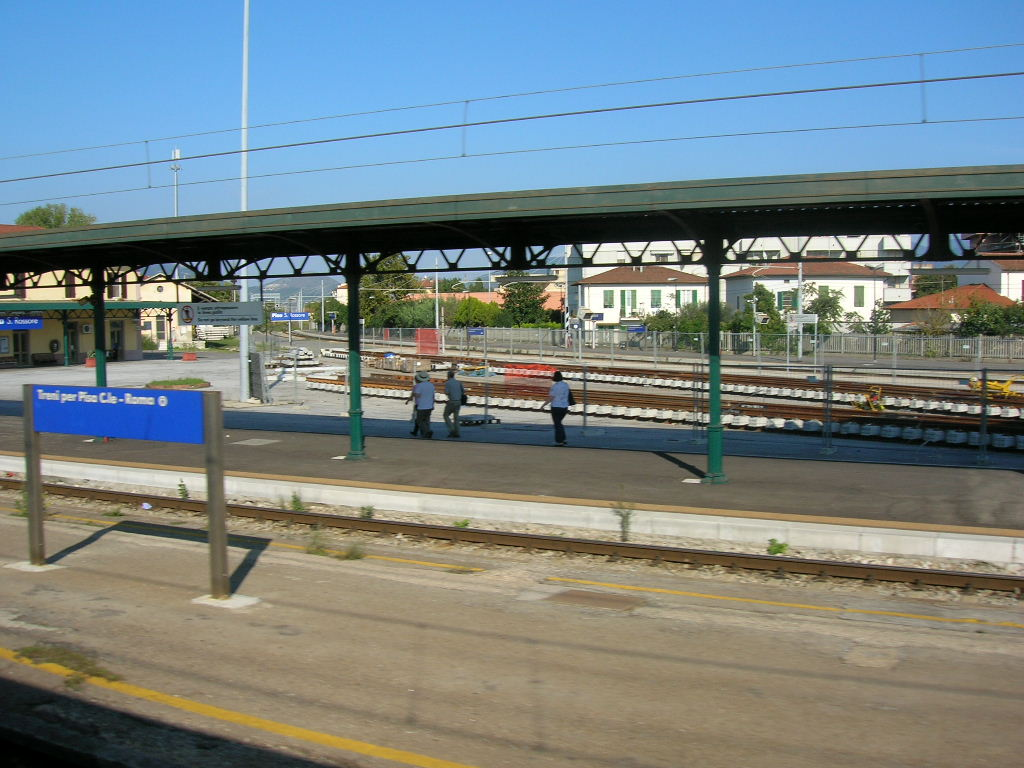
Vista dei binari della Tirrenica

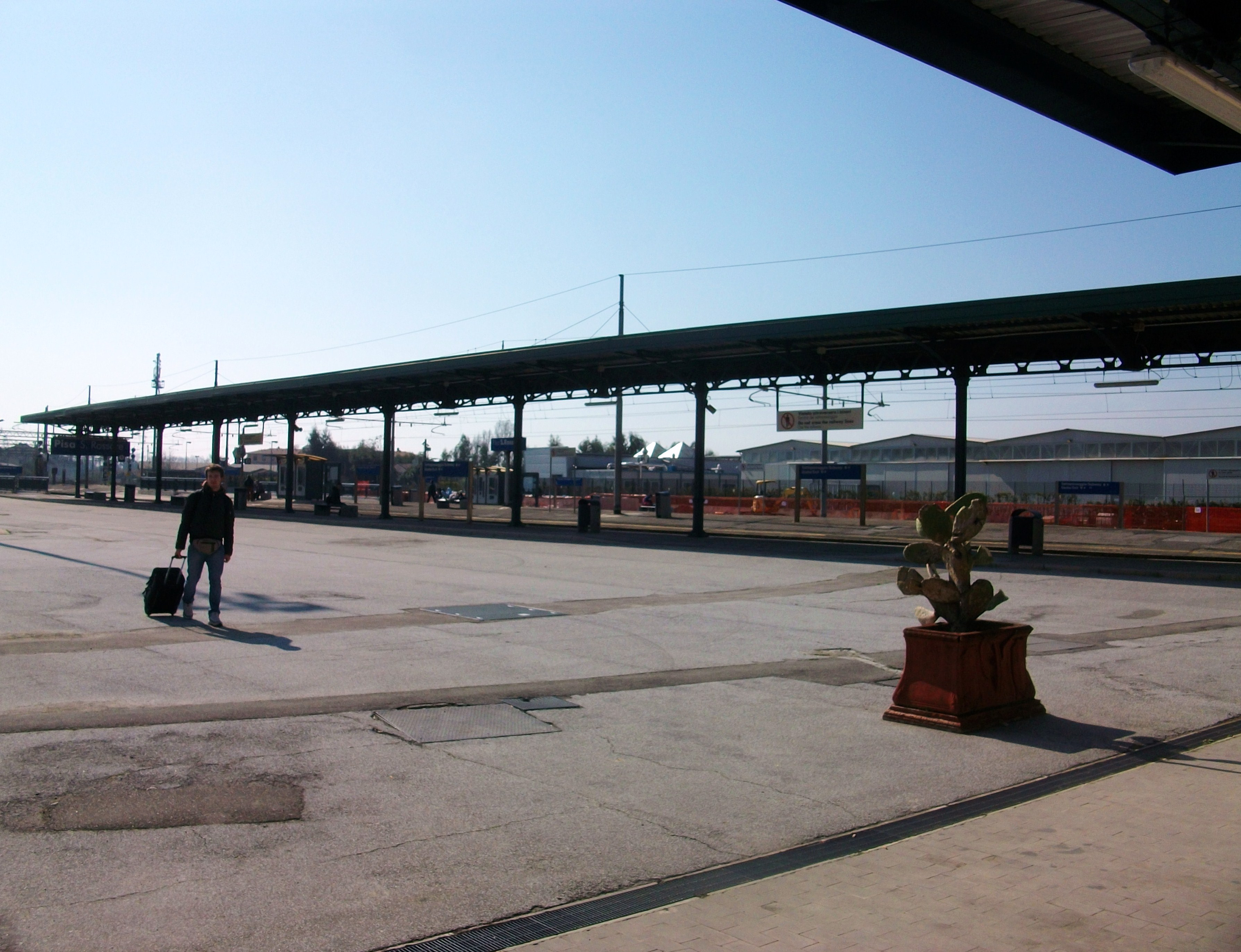
La banchina principale a triangolo

La fermata presenta una conformazione caratteristica, costituita da un triangolo di binari; alle due linee Genova-Pisa e Lucca-Pisa, che proprio in tale località si incontrano, si aggiunge infatti un raccordo elettrificato a doppio binario fra di esse, che consente l'instradamento diretto degli eventuali treni merci che in provenienza dallo scalo del Campaldo, posto sulla stessa tirrenica a nord di San Rossore, debbano impegnare la linea per Lucca e Pistoia.
Il fabbricato viaggiatori si trova a sud rispetto al citato raccordo, ed è realizzato parallelamente ad esso, con una inusitata soluzione che comporta una banchina di forma triangolare che si incunea fra le due linee servite dal traffico passeggeri.
La fermata possedeva anche un piccolo scalo merci, inutilizzato, composto da un magazzino merci, un piano caricatore e due binari tronchi, scollegati dal resto del fascio binari principale.

## Movimento
La fermata è servita dalle relazioni regionali Trenitalia svolte nell'ambito dei contratti di servizio stipulati con la Regione Toscana e quelle limitrofe, nell'ambito del cosiddetto "Memorario".
Nei mesi di giugno e luglio 2011 la fermata fu servita anche dai "Treni del Mare" gestiti dall'impresa privata Arenaways, fallita di lì a poco, che rappresentarono curiosamente l'unica relazione InterCity ad effettuare fermata nei pressi della celebre Torre.

## Servizi
La stazione dispone dei seguenti servizi:
- Biglietteria automatica
- Servizi igienici